# 유딧기
유딧/유딧기(그리스어: Ιουδιθ 유디트[*], 히브리어: יְהוּדִית 예후디트, 영어: Book of Judith)는 코이네 그리스어로 번역되거나 집필된 구약성경인 70인역 성경의 일부분인 소책자이다. 기독교 동방정교회와 로마 가톨릭교회는 제2 경전으로 보며, 개신교에서는 외경으로, 유대교에서도 외경으로 구분한다. 70인역에서 제목은 "유디트"(Ιουδιθ)이며, 이것은 히브리어 인명으로 남성 이름인 "유다"(예후다, יְהוּדָה)의 여성 이름인 "예후디트"(יְהוּדִית)에 대한 그리스어식 음차 표기이다. 총16장으로 구성된 유딧은 히브리어 원본은 발견되지 않았으며, 원본 언어가 히브리어인지 코이네 그리스어인지는 분명하지 않다. 유딧은 역사적 배경을 분명히 지닌 문헌이기는 하지만 정경인 "욥기"처럼 지혜 문학의 극작품(劇作品), 즉 소설형태의 지혜문학이다.

## 성문서
유딧은 본래 성문서인 지혜문헌의 영향을 받아 작성된 지혜문학이다. 주요한 구약의 지혜문헌의 구조는 두 가지로 잠언, 전도서 같이 지혜를 직접 서술하는 형태와 욥기와 같이 이야기 형식 즉 극 형태가 있었다. "유딧"은 두 번째 형태인 욥기의 극형태를 따라 기술된 지혜 문학 작품이라고 할 수 있다. 이 작품은 지혜 문헌을 코이네 그리스어로 작성하거나 번역했던 시기인 기원전 2세기 경으로 작품의 완성 시기를 추정한다.

## 사본문제
유딧은 70인역을 통해 전해져 코이네 그리스어로 작성된 원본으로 추정했으나, 근대의 문헌 분석 결과 히브리어나 아람어적 표현의 번역이 발견되어 원본이 히브리어로 작성된 것으로 보는 학자도 있지만, 다른 측면에서는 번역문투 문장이 일부분인 점을 들어 히브리어로 전승된 유딧의 이야기가 코이네 그리스어로 작성되어 전해지는 것으로 보는 학자가 있다.

## 저자와 배경
유딧의 저자는 알 수 없으나 작품의 의도는 이해할 수 있다. 이 작품은 유딧이 그의 하인과 함께 이스라엘을 침략하려는 앗시리아의 진영에 들어가 술취한 장수를 처형한다는 내용이다. 다른 코이네 그리스어 외경들과의 연관 관계와 완성된 시기로 미뤄보면, 작품 완성 당시에 앗시리아로 유비되는 헬레니즘 문화 영향을 크게 받던 상황하에서 유딧으로 유비되는 이스라엘 정통성과 구약 정신, 유일신 사상을 지키고, 헬라문화에 대항해야 한다는 의도를 발견할 수 있다. 또한 유딧의 이야기는 기원전 2세기 즉 시리아 치하의 이스라엘의 상황과도 깊은 연관을 발견할 수 있다. 기원전 2세기는 이스라엘이 시리아의 치하 시기로 예루살렘 성전은 제우스 신전으로 변용되었고, 이스라엘 종교 의식인 안식일과 절기 준행을 금지당했었다. 이로 인해 이스라엘 독립 활동이 촉발했고, 확고한 유대교 신앙과 전통을 바탕으로 한 독립전쟁이 시리아와 평화 협정을 통해 결실을 맺던 시기였다. 이런 상황에서 적극적인 애국심과 유대 전통에 대한 확고한 자세를 강조하는 지혜 문학이 등장한 것으로 볼 수 있다.